# デュシタニ京都
デュシタニ京都（デュシタニきょうと、英: Dusit Thani Kyoto）は、タイの大手ホスピタリティグループ、デュシット・インターナショナルが手掛ける高級ホテルである。

## 開業までの経緯
2017年3月、デュシット・インターナショナルは日本でデュシットブランドのホテルを展開するためにビジネスホテルチェーン、イーホテルの持株会社であるColours International（カラーズ・インターナショナル）と合弁会社Dusit Colours（デュシットカラーズ）株式会社を設立することに合意する 。京都にデュシタニホテルを開業する計画は、2019年2月に元植柳小学校跡地活用事業者の選定作業で、タイの高級ホテル誘致案 を提示した安田不動産が選定されたことで正式に決定した。
安田不動産の提案書では、デュシタニ京都の開発・運営をDusit Coloursと、同社をデュシット・インターナショナルと共に設立したColours Internationalに委託するされていた。しかし、Colours Internationalは資金調達難からデュシタニ宇都宮の開発に行き詰っていた2019年にデュシタニホテルの事業から撤退したため（「Colours International#資金調達難によるつまずきから撤退へ」を参照）、翌2020年からデュシタニ京都の開発はデュシット・インターナショナルと安田不動産が進めていたとみられる。
安田不動産のプレスリリースでは、D&Jがデュシタニ京都の運営を行うとされているが、求人はDusit Japan株式会社が行っている。

## 立地
京都駅から北に850 m、西本願寺から東に200 m、京都市営地下鉄烏丸線の五条駅から南西に450 mにある、西洞院町に位置している。番組小学校のひとつであった京都市立植柳小学校の跡地。

## 交通アクセス
- 路線バス
  - 西洞院正面バス停 下車すぐ
    - 京都駅前B2乗り場から京都市バス50号系統

  - 七条西洞院バス停から北へ約305m（徒歩 約4分）[11]
    - 梅小路公園・ＪＲ梅小路京都西駅前バス停から京都市バス205号系統

  - 西本願寺前バス停から東へ約225m（徒歩 約3分）[11]
    - 二条城前バス停から京都市バス9号系統

## 施設
地下2階、地上4階建てで、中庭を備えている。
客室
147室ある客室の種類には、131室のデラックスルーム（40 m2）、デラックススイート（80.5 m2）、コーナースイート（88 m2）、1室だけのインペリアルスイート（173 m2）がある。
中庭
地下一階中央に日本庭園が設けられている。
飲食施設
Ayatana（アヤタナ）
タイ料理レストラン
Kati（カティ）
タイデザートアトリエ
紅葉（こうよう）
鉄板焼きレストラン
Den Kyoto（デン・キョート）
地下のバー
Tea Salon
日本茶カフェ
The Gallery
アフタヌーンティーなどを楽しめるカフェ
（飲食施設では、デュシット・インターナショナルが運営する農場で収穫された食材を提供する予定である 。）
その他施設
デバラナウェルネス
スパトリートメント施設
プール
ジム
植柳コミュニティセンター
まちの賑わいを創造する地域拠点
ウェディング会場 （地下1階）
UNKAI雲海（250 m2）112名収容
KOUTEN高天（75 m2）32名収容

## 持続可能性（サステナビリティ）
ホテルから排出される生ごみを堆肥化し、それをデュシット・インターナショナルが運営する農場で使用し、そこで収穫された食材を顧客に提供することで持続可能性（サステナビリティ）のコンセプトを実践していく予定である 。